# Балдуїн V (граф Ено)
Балдуїн V (бл. 1150 — 17 грудня 1195) — граф Еноський з 1171, маркграф Намюрський з 1184 під ім'ям Балдуїн I, граф-співправитель Фландрії з 1191 року під ім'ям Балдуїн VIII.

## Біографія
Балдуїн V в 1171 успадкував від свого батька Балдуїна IV графство Ено. На початку свого правління зблизився зі своїм швагром, графом Фландрії Філіпом I Ельзаським, і уклав з ним в 1177 договір про союз.
В 1180 у Балдуїн видав свою дочку Ізабеллу в шлюб з королем Франції Філіппом II Августом, який отримав як посаг Артуа.
В 1189 Балдуїн отримав від імператора Намюрське графство, зведене в маркграфство, а в 1191 після смерті Філіпа Ельзаського отримав Фландрію. За Намюр йому довелося вести війну з братом дружини Генріхом I Намюрським, з якої він вийшов переможцем у 1194 році.
Балдуїн V залишив кількох синів. Фландрію і Ено успадкував його старший син Балдуїн VI (1171—1205), Намюр отримав другий син, Філіп I (1175 — 12 жовтня 1212).

## Родина
Дружина Маргарита I Ельзаська
Діти:
- Ізабелла (1170—1190) — дружина короля Франції Філіппа II.
- Балдуїн VI (1171—1205) — граф Фландрії і Ено, імператор Латинської імперії.
- Іоланда (1175—1219) — дружина П'єра де Куртене.
- Філіп I (1175—1212) — маркграф Намюра.
- Генріх I (1176—1216) — імператор Латинської імперії.
- Сибілла (1179—1217).
- Юстас (помер у 1219) — регент Солунського королівства.
- Готфрід.